# Čerigaj
Čerigaj je naseljeno mjesto u gradu Širokom Brijegu, Federacija Bosne i Hercegovine, BiH. Čerigaj se nalazi na nadmorskoj visini od oko 350 do 450 metara, 5 kilometara jugozapadno od Širokog Brijega. 
Vrlo važno strateško mjesto, nad selom se nadzire i čuva ga brdo Magaonik (Magovnik) s kojeg se vidi gotovo cijela zapadnohercegovačka županija. Brdo je visoko 550 metara, što ga svrstava u niske gore.

## Stanovništvo

### 1991.
Nacionalni sastav stanovništva 1991. godine, bio je sljedeći:
ukupno: 401
- Hrvati - 401

### 2013.
Nacionalni sastav stanovništva 2013. godine, bio je sljedeći:
ukupno: 178
- Hrvati - 178

## Znamenitosti
- 160 godina stara i iz temelja obnovljena crkva 12 apostola u kojoj se nalazi umjetničko djelo A. Mikulića, Prikaz Isusa s apostolima. Slika je 4 m široka i 2 m visoka.
- Nekadašnja fratarska kuća, a nakon obnove i restauracije bit će riznica.
- Kapela Sv. Antuna Padovanskog, u naselju Čerkezi.
- Osnovna Škola Čerigaj, gdje godišnje pohađa oko 10 đaka od 1.do 4. razreda.
- Groblje Podjela s novom mrtvačnicom i zvonikom.
- Kapelica i staro groblje na Magovniku.
- Dokaz prvog samostana u Hercegovini je i ploča u Crkvi dvanaest apostola u Čerigaju.
- Biloševice, staro groblje na južnoj strani sela podno brda Magovnika, graniči sa selom Rasnom.

## Poznate osobe
- biskup fra Anđeo Kraljević (26. prosinac 1807. - Konjic, 25. ožujak 1879.)